# Willem Sheikkariem
Willem Sheikkariem (4 oktober 1925 - 2003) was een Surinaams militair. Hij was van 1988 tot 1990 minister van Defensie.

## Biografie
Willem Sheikkariem trad op 25 januari 1988 aan in kabinet-Shankar, het eerste democratisch gekozen kabinet sinds de militaire dictatuur. Anders dan de andere ministers, die een democratische partij vertegenwoordigden, was hij afgevaardigd door het Militaire Gezag. Politierechercheurs uitten hun onbehagen tijdens zijn ministerschap omdat ze bij hem stuitten op tegenwerking. Het kabinet bleef aan tot de Telefooncoup van 24 december 1990 waarmee het kabinet opnieuw door de militairen werd afgezet.
Hij werd in 1992 onderscheiden als Officier in de Ereorde van de Palm en in 1993 als Commandeur in de Ereorde van de Gele Ster.